# Вертюжены
Вертюже́ны, Вертюжень, Вертюжаны (рум. Vertiujeni) — село в Флорештском районе Молдавии. Относится к сёлам, не образующим коммуну.

## История
Вертюжаны были основаны как еврейская земледельческая колония в 1838 году 42 семействами на 390 десятинах земли в Воскоуцкой волости, в 1885 году — 36 семейств, в 1897 году — из общего числа в 1057 душ 1047, или 99 %, составляли евреи; в 1930 году проживало 1843 еврея (91 % от всего населения), четверть которых была занята в земледелии и виноградарстве. До второй мировой войны в Вертюжанах было четыре синагоги.
В 1918—1940 гг. село называлось Штяп.
В 1940—1957 гг. село являлось центром Вертюжанского района.
В начале июля 1941 года румыны расстреляли от полутора до двух тысяч евреев. Тропа, по которой людей гнали на расстрелы, называлась долгие годы среди жителей Вертюжан «еврейской тропой». Кроме того, в Вертюжанах летом и осенью 1941 года был создан пересыльный лагерь-гетто, в котором находилось всего около 23 тысяч человек. В сентябре 1941 года часть евреев из Вертюжан была депортирована в Транснистрию. Лагерь ликвидировали только зимой 1944 года.
В начале 1990 года село Вертюжаны было возвращено Флорештскому району, из которого в 1969 году и было передано Каменскому району.

## География
Село расположено на высоте 41 метров над уровнем моря.

## Население
По данным переписи населения 2004 года, в селе Вертюжень проживает 1825 человек (900 мужчин, 925 женщин).
Этнический состав села:
| Национальность | Число жителей | Процентный состав |
| -------------- | ------------- | ----------------- |
| молдаване      | 1815          | 99.45             |
| русские        | 7             | 0.38              |
| украинцы       | 2             | 0.11              |
| румыны         | 1             | 0.05              |
| Всего          | 1825          | 100%              |

## Известные уроженцы
- Бронштейн, Идел Ушерович (род. 1936) — молдавский математик.
- Гойхман, Хаим (1908—1988) — еврейский писатель (идиш, иврит).
- Катовский, Фалик (Фолик Эршевич Котовский, 1908—1993) — аргентинский еврейский журналист и писатель (идиш).
- Лернер, Фалик (Фолик Хаимович Лернер, 1904—1974) — аргентинский еврейский литератор, журналист, редактор; писал на идише.
- Яруцкий, Лев Давыдович (1931—2002) — краевед и публицист.